# 大村安孝
大村 安孝（おおむら やすたか、1972年3月9日 - ）は、日本の経営者、企業再生家、行政書士（東京行政書士会所属）、アニメプロデューサー。

## 概要・来歴
法政大学卒業。あぽろ法律事務所、かつま法律事務所を経て、商工ローンの株式会社SFCGの元常勤監査役、執行役員法務室長、株式会社オプトロムの元専務取締役。
国内初の成立事例となったソリッドグループホールディングス社（現カーチスホールディングス）対ケンエンタープライズ社敵対的TOBにおいて、ケンエンタープライズ社の法務を取り仕切ったことにより、カーチスホールディングス社の副社長となった。その後代表取締役社長も歴任。
2011年、富山県・石川県・神奈川県において広域食中毒事件を起こした株式会社フーズ・フォーラスの特別清算手続における代表清算人に就任。
2013年、株式会社ビジョンホールディングス（ビジョンメガネの親会社）の民事再生に伴い、取締役就任。
2013年、株式会社アドバンスト・カー・エンジニアリングの解散に伴い、代表清算人に就任。
2014年、株式会社コムネットバンク（株式会社ジー・コミュニケーションの筆頭株主）の代表清算人就任。株式会社オプトロムの専務取締役就任。
2015年、オプトロムの執行役員経営企画室長時代の第4回新株予約権の募集が契機となり、同社は3月9日に監理銘柄入りした。オプトロムは同年10月1日付で上場廃止となった。自身は同年6月に辞任している。
2015年10月、株式会社アニメインターナショナルカンパニー（AIC）、株式会社AICライツの代表取締役社長就任。

## 担当作品

### テレビアニメ
- 2021年 バトルアスリーテス大運動会 ReSTART! - 企画[8]

### 特撮ドラマ
- 2023年 華衛士F8ABA6ジサリス - エクゼクティブプロデューサー・ヴァニタス役[9]